# Coleraine Football Club
El Coleraine Football Club es un club de fútbol de Irlanda del Norte, con sede en Coleraine, Condado de Londonderry. Fue fundado en junio de 1927, y compite en la NIFL Premiership, máxima categoría del fútbol norirlandés.

## Palmarés

### Torneos nacionales
- Liga de Irlanda del Norte (1): 1973-74
- Copa de Irlanda del Norte (6): 1964-65, 1971-72, 1974-75, 1976-77, 2002-03, 2017-18
- Copa de la Liga (2): 1987-88, 2019-20
- City Cup (2): 1953-54, 1968-69
- Gold Cup (4): 1932, 1958, 1969, 1975
- Copa Ulster (8): 1965-66, 1968-69, 1969-70, 1972-73, 1975-76, 1985-86, 1986-87, 1996-97
- Top Four Cup (1): 1968-69
- Segunda División (1): 1995-96
- Blaxnit Cup (2): 1968-69, 1969-70
- Irish News Cup (1): 1995-96

### Torneos regionales
- North West Senior Cup (23): 1952-53, 1954-55, 1955-56, 1957-58 (compartido), 1958-59, 1960-61, 1964-65, 1966-67, 1967-68, 1969-70, 1980-81, 1981-82, 1982-83, 1987-88, 1988-89, 1991-92, 1994-95, 2001-02, 2003-04 2005-06, 2007-08, 2009-10, 2012-13

## Participación en competiciones de la UEFA
| Temporada | Torneo                   | Ronda             | Club             | Casa | Visita | Global         |
| --------- | ------------------------ | ----------------- | ---------------- | ---- | ------ | -------------- |
| 1985–86   | UEFA Cup                 | 1ª Clasificatoria | FC Leipzig       | 1–1  | 0–5    | 1–6            |
| 1986–87   | UEFA Cup                 | 1ª Clasificatoria | FC Brandenburg   | 1–1  | 0–1    | 1–2            |
| 1987–88   | UEFA Cup                 | 1ª Clasificatoria | Dundee United FC | 0–1  | 1–3    | 1–4            |
| 1997–98   | UEFA Cup                 | 1ª Clasificatoria | Grasshopper      | 1–7  | 0–3    | 1–10           |
| 2000–01   | UEFA Cup                 | 1ª Clasificatoria | Örgryte IS       | 1–2  | 0–1    | 1–3            |
| 2003–04   | UEFA Cup                 | 1ª Clasificatoria | UD Leiria        | 2–1  | 0–5    | 2–6            |
| 2017–18   | UEFA Europa League       | 1ª Clasificatoria | Haugesund        | 0–0  | 0–7    | 0–7            |
| 2018–19   | UEFA Europa League       | 1ª Clasificatoria | Spartak Subotica | 0–2  | 1–1    | 1–3            |
| 2020–21   | UEFA Europa League       | Ronda Preliminar  | La Fiorita       | 1–0  | –      | 1–0            |
| 2020–21   | UEFA Europa League       | 1                 | Maribor          | –    | 1–1    | 1–1 (5:4 pen.) |
| 2020–21   | UEFA Europa League       | 2                 | Motherwell       | 2–2  | –      | 2–2 (0:3 pen.) |
| 2021–22   | Europa Conference League | 1                 | Velež Mostar     | 1–2  | 1–2    | 2–4            |